# Lars Ranthe
Lars Ranthe, född 26 augusti 1969 i Vesterbro, är en dansk skådespelare och röstskådespelare. Han har medverkat i filmer som Adams äpplen (2005), Jakten (2012) och En runda till (2020) samt TV-serier som Kastanjemannen, Badhotellet och Den som dräper.

## Filmografi (i urval)
- 1984 – Crash (TV-serie)
- 2000 – Bänken
- 2003 – De gröna slaktarna
- 2004 – Bröder
- 2005 – Adams äpplen
- 2008 – Sommer (TV-serie)
- 2009 – Pakten (TV-serie)
- 2011 – Den som dräper (TV-serie)
- 2012 – Jakten
- 2013–2016 – Dicte (TV-serie)
- 2013–2024 – Badhotellet (TV-serie)
- 2018 – Bron (TV-serie)
- 2020 – En runda till
- 2021 – Kastanjemannen (TV-serie)
- 2022 – Heder (TV-serie)
- 2024 – Barnen från Silvergatan
- 2024 – Bytte bytte barn
- 2025 – Reservatet (TV-serie)
- 2025 – Den siste vikingen